# Capra Toggenburg
La Toggenburg è una razza di capra che prende il nome dall'omonima valle svizzera dove ha avuto origine.
È la razza di capra da latte più antica al mondo.
La stazza è media, la quantità di latte prodotto è modesta e dallo scarso contenuto di grassi; in climi più freddi, la quantità di latte prodotta è maggiore.

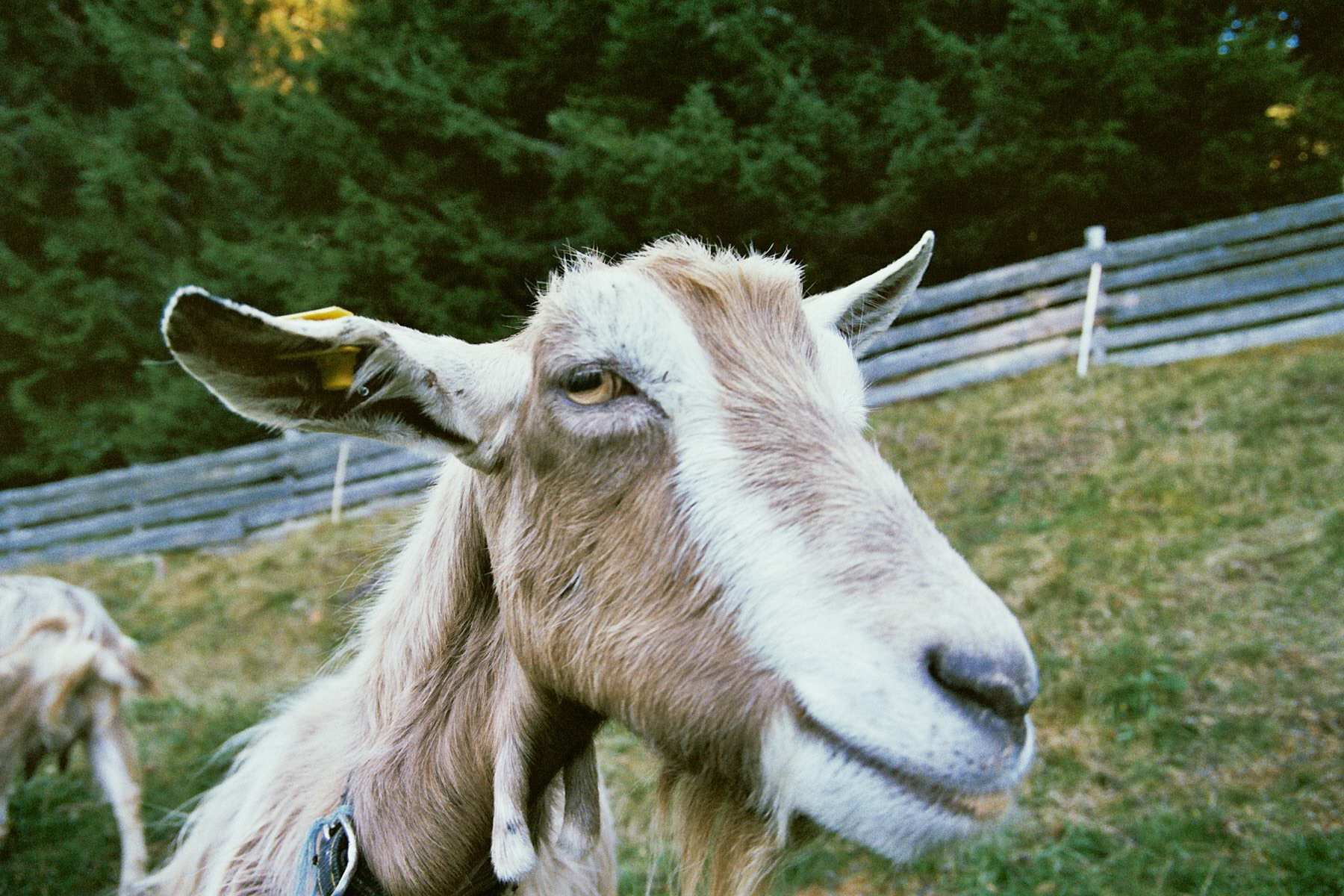
Il muso in dettaglio

Il colore è assai vario, ma si concentra perlopiù sulle varie tonalità del marrone: sono tuttavia presenti dei caratteri distintivi, come le orecchie bianche con una macchia nera nel centro, due bande bianche che dall'occhio vanno alle narici; bianchi sono anche le zampe a partire dal ginocchio e due triangoli ai due lati della coda.
Sono spesso presenti sui due lati del collo due barbigli carnosi.
In seguito alla sua introduzione in Gran Bretagna, questa capra ha subito un processo di miglioramento che ha dato vita alla varietà British Toggenburg, più pesante e dal latte più grasso.
Nel 2002 sono state registrate 4146 Toggenburg, ossia l'8,1% del totale di capre da latte.